# 東山區 (臺南市)
23°19′34″N 120°24′16″E / 23.3261242°N 120.4045105°E
東山區（洪雅語：Doroko），舊稱「哆囉嘓」，前身「東山鄉」，位於中華民國台南市偏東北端，在位置上屬於大新營地區的一部分。土地總面積約有125平方公里，為臺南市面積第三大行政區（僅次於南化區、白河區）。區內平原、丘陵、山地各佔約三分之一，急水溪水系集水區涵蓋全區九成以上面積。氣候上屬熱帶季風氣候，東山區以生產東山咖啡而聞名。

## 歷史
依據荷蘭東印度公司的記載，東山區原為平埔原住民和安雅族哆囉嘓社（Dorko）故地。1636年，哆囉嘓社歸順而接受荷蘭人統治，當時人口僅約200人。
明鄭時期（1661年－1683年），為解決軍糧問題，採行「寓兵於農」政策，建立許多軍屯村落。明鄭降清之後，原有屯墾軍人被迫遷回中土，但後來隨著渡臺人口增加，又逐漸發展成為漢人聚落。依據文獻記載，康熙三十三年（1694年）在哆囉嘓社活動範圍內已出現以漢人為主的「哆囉嘓莊」；到了康熙五十四至五十六年（1715至1717年）間，以來漢人日漸移入開墾，出現龍船窩莊、埤仔頭莊、秀才莊等漢人村莊，而哆囉嘓莊亦拆分成舊嘓莊、新嘓莊；到了同治初年（1862至1864年），已發展成哆囉嘓東上保及哆囉嘓東下保，下轄57個莊；其中除少數位於今白河區外，大多數位於今東山區範圍內。
其後哆囉嘓街改稱為番社街。到了光緒年間，東山區東南部約佔全區六成面積隸屬哆囉嘓東頂堡，包括下南勢庄、崎仔頭庄、前大埔庄與牛肉崎庄；中西部約佔全區二成面積隸屬哆囉嘓東下堡，包括二重溪庄、番仔嶺庄與大客庄；西北部約佔全區二成面積則隸屬哆囉嘓西堡，包括番社街、許秀才庄、吉貝耍庄、田尾庄與頂窩庄。
日治初期行政區劃雖更改頻繁，但傳統的堡里、街庄體制依然維持，1920年前設番社區、前大埔區。大正九年（1920年）臺灣地方改制，廢除堡里、街庄而改設街庄、大小字。兩區合併設置番社庄，隸屬臺南州新營郡。其下轄包括哆囉嘓東頂堡的全部，以及哆囉嘓東下堡、哆囉嘓西堡的上述街庄，而舊制各街庄則改稱為大字。
戰後初設「番社鄉」。後因地方認為鄉名粗俗，易被人誤會為高山族之番社，擬採山在該鄉之東之義，於1946年改名為「東山鄉」。直至2010年12月25日，配合臺南縣市合併，改稱「東山區」。

## 地理

### 地形
東山區位於臺南市東北部，東鄰台灣省嘉義縣大埔鄉，西鄰新營區、後壁區，南接柳營區、六甲區、楠西區，北臨白河區。全區為平原與山地交會地帶，西半部為嘉南平原的一部分，東半部為丘陵及山地，除東南部一隅及東端烏山嶺以東地區外，其餘均屬於急水溪流域。
市道175號以東大致為山區，屬於阿里山山脈之西烏山嶺支脈，該支脈在縣境內的最高點位於李仔園與嘉義縣大埔鄉交界的大獅嶺（又稱李仔園山），標高971公尺；市道175號至國道3號之間為中部丘陵地帶，海拔約100至300公尺之間；國道3號以西則為平原地帶。

### 水文
區內主要河川有屬於急水溪水系的急水溪、六重溪、龜重溪，以及曾文溪水系的曾文溪及柚仔坑溪。
急水溪為台南市北部的大型河川，源頭位於嘉義縣中埔鄉與大埔鄉交界處的凍子頂。流經台南市白河區，於青葉橋滙集六重溪後，成為東山區西北部與白河區、後壁區、新營區的界河，續流至東山區西端與龜重溪匯集後，始離開區境而去。最終於北門區注入台灣海峽。
龜重溪又名十八重溪，為急水溪的一大支流，在東山區境內的流域範圍包括東部山區、中部丘陵的絕大部分，以及西部平原的南半部，其合計面積約佔全區總面積的百分之七十，可視之為區內最重要的河川。該溪上游為北寮溪，發源於白河區圓墩仔湖東側山區，向西南流入東山區並穿越丘陵地帶後，成為東山區與柳營區的界河，最後於頂窩西側注入急水溪幹流；其主要支流有茄苳溪、鹿寮溪等。
六重溪為急水溪的另一大支流，也是東山區西北部的重要河川。該溪發源於白河區與嘉義縣大埔鄉交界處的大凍山，流至白河區䓶桐崎後，成為與東山區的界河。其後流至青葉橋注入急水溪幹流。
曾文溪為跨越嘉義縣、台南市的一條大型河川，其中游河段流經東山區東南邊界，在東山區內的集水區範圍不大，且都位於山區。對東山區而言，其重要性遠不如上述河川。

### 氣候
東山區全區緯度均在北回歸線以南，依據桑士偉氣候分類法，屬於熱帶濕潤氣候。區內僅有東河、東原、北寮等地設有雨量觀測站，並無完整的氣候觀測資料，故平原地帶參考鄰近的中央氣象局嘉義測候站資料，丘陵及山地則參考關子嶺測候站資料。
東山區平原地帶年平均溫度約攝氏23.4度，一月平均溫度約攝氏17.0度，七月平均溫度約攝氏28.7度。全年溫差不大，冬季不明顯，符合熱帶氣候特徵。丘陵及山地年平均溫度約攝氏20.9度，一月平均溫度約攝氏15.3度，七月平均溫度約攝氏25.0度，比較接近副熱帶濕潤氣候。
受季風影響，降雨集中在夏季，主要為颱風、梅雨和西南氣流帶來的雨水，年平均降雨量2,215公釐。全區濕度偏高，年平均相對濕度為78.2％，最低為1月的77.1％，最高為4月的80.2％，全年差異不大。

### 人口
根據臺南市白河戶政事務所統計，2024年底東山區戶數約8.1千戶，人口約1.9萬人，區內人口最多與最少的里分別是東中里與水雲里，2024年底兩里人口分別為2,722人與357人。

## 政治

### 歷任首長

#### 庄長時期（日治番社）
| 屆次 | 姓名     | 到任日期             | 卸任日期             | 備註 |
| ---- | -------- | -------------------- | -------------------- | ---- |
| 官派 | 陳按察   | 1920年（大正九年）   | 1937年（昭和十二年） |      |
| 官派 | 小平晃   | 1937年（昭和十二年） | 1941年（昭和十六年） |      |
| 官派 | 垣花實令 | 1941年（昭和十六年） | 1945年（昭和二十年） |      |

資料來源：《東山鄉志》

#### 鄉長時期（民國）
| 屆次   | 姓名   | 到任日期   | 卸任日期   | 備註                                   |
| ------ | ------ | ---------- | ---------- | -------------------------------------- |
| 第1任  | 陳澄沂 | 1946年12月 | 1948年11月 | 鄉民代表會選出鄉長                     |
| 第2任  | 陳澄沂 | 1948年11月 | 1951年8月  | 鄉民代表會選出鄉長                     |
| 第1屆  | 洪添龍 | 1951年8月  | 1953年6月  | 民選鄉長（以下同）                     |
| 第2屆  | 洪添龍 | 1953年6月  | 1956年6月  |                                        |
| 第3屆  | 洪添龍 | 1956年6月  | 1959年12月 |                                        |
| 第4屆  | 黃飯卑 | 1960年12月 | 1964年2月  |                                        |
| 第5屆  | 吳啟東 | 1964年3月  | 1968年2月  |                                        |
| 第6屆  | 黃飯卑 | 1968年3月  | 1973年3月  |                                        |
| 第7屆  | 程英傑 | 1973年4月  | 1977年12月 |                                        |
| 第8屆  | 程英傑 | 1978年12月 | 1982年2月  |                                        |
| 第9屆  | 李勝元 | 1982年3月  | 1986年2月  |                                        |
| 第10屆 | 吳逢麟 | 1986年3月  | 1990年2月  |                                        |
| 第11屆 | 吳逢麟 | 1990年3月  | 1994年2月  |                                        |
| 第12屆 | 黃明山 | 1994年3月  | 1998年2月  |                                        |
| 第13屆 | 黃明山 | 1998年3月  | 2002年2月  |                                        |
| 第14屆 | 林桂芳 | 2002年3月  | 2006年2月  |                                        |
| 第15屆 | 尤連發 | 2006年3月  | 2010年12月 | 延任至2010年12月25日五都改制，轉任區長 |

資料來源：《東山鄉志》

#### 區長時期
| 屆次 | 姓名   | 到任日期   | 卸任日期   | 備註 |
| ---- | ------ | ---------- | ---------- | ---- |
| 1    | 尤連發 | 2010年12月 | 2014年12月 |      |
| 2    | 董麗華 | 2014年12月 | 2020年9月  |      |
| 3    | 呂煌男 | 2020年9月  | 2024年9月  |      |
| 4    | 張政郎 | 2025年1月  | 現任       |      |

資料來源：東山區公所官方網站

### 區政組織

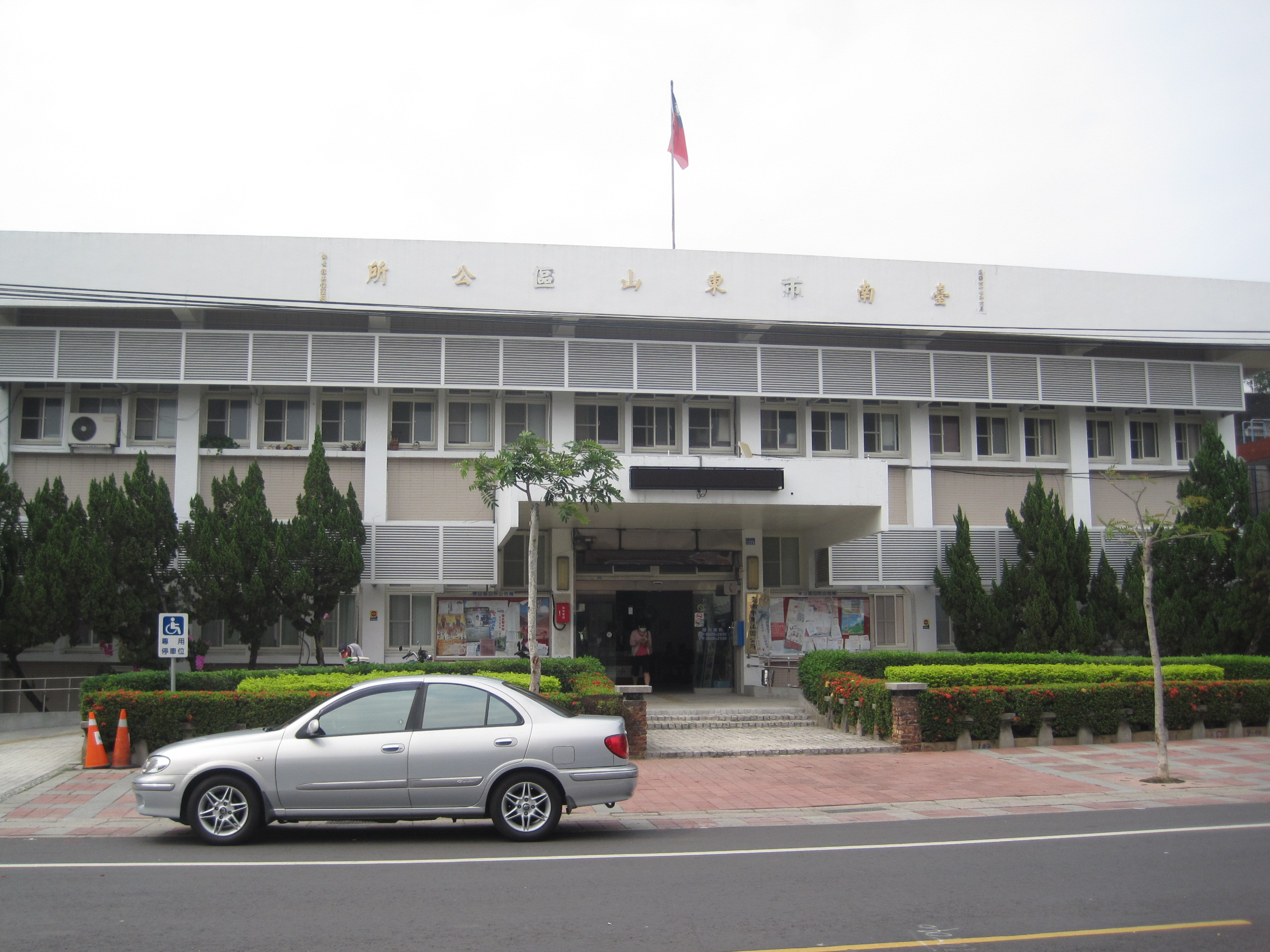
東山區公所

東山區公所是臺南市政府在東山區的派出機關，在中華民國政府架構中為市政府綜理區政的執行機關，上級業務監督機關為臺南市政府。区长由市長任命，其任期為無任期保障。在區長及主任秘書之下，設有4課3室等7個內部單位。

### 行政區
現今東山區行政範圍的確立，來自於1920年，日本將臺灣十二廳改為五州二廳，設番社庄屬臺南州新營郡:664。番社庄轄番社、許秀才、田尾、頂窩、吉貝耍、大客、番子嶺、二重溪、前大埔、牛肉崎、下南勢、崎子頭等12個大字。1945年，改為「番社鄉」，屬臺南縣新營區。1946年，番社鄉改名「東山鄉」。1950年，裁撤區署，東山鄉改直隸於臺南縣。2010年，臺南縣市合併改制為直轄市，東山鄉改制為市轄區「東山區」，隸屬臺南市。
| 東山區行政區劃 |        |      |        |      |        |      |        |
|                |        |      |        |      |        |      |        |
| 編號           | 里名   | 編號 | 里名   | 編號 | 里名   | 編號 | 里名   |
| 1              | 聖賢里 | 2    | 三榮里 | 3    | 東山里 | 4    | 東正里 |
| 5              | 東中里 | 6    | 東河   | 7    | 科里里 | 8    | 大客里 |
| 9              | 南溪里 | 10   | 水雲里 | 11   | 林安里 | 12   | 東原里 |
| 13             | 嶺南里 | 14   | 南勢里 | 15   | 青山里 | 16   | 高原里 |

2018年進行里鄰調整，在1月29日調整大客里、科里里之間的里界。
- 各里依聚落沿革可分為三區：

| 分區   | 里名                                     | 備註         | 面積 km2 | 人口  | 人口密度 人/km2 |
| ------ | ---------------------------------------- | ------------ | -------- | ----- | --------------- |
| 東原區 | 水雲、林安、南勢、東原、嶺南、青山、高原 | 哆囉嘓東頂堡 | 79.79    | 8416  | 105.5           |
| 番子嶺 | 大客、科里、南溪                         | 哆囉嘓東下堡 | 20.2     | 3454  | 171             |
| 平原區 | 東山、東中、東河、聖賢、東正、三榮       | 哆囉嘓西堡   | 24.77    | 11247 | 454             |

- 依地形可分為兩大地區：

| 分區   | 里名                                           | 面積 km2 | 人口  | 人口密度 人/km2 |
| ------ | ---------------------------------------------- | -------- | ----- | --------------- |
| 山區   | 水雲、林安、南勢、東原、嶺南、青山、高原、南溪 | 83.95    | 8965  | 106.8           |
| 平原區 | 東山、東中、東河、聖賢、東正、三榮、大客、科里 | 40.81    | 14152 | 346.8           |

## 經濟
東山區經濟活動以農業為主，農業人口佔全區總人口58.34％。全區耕地計有水田2,391公頃、旱田3,858公頃、山林地4,673公頃。灌溉水源來自嘉南大圳及白河水庫。主要作物有水稻、甘蔗、洋香瓜、椪柑、柳丁、龍眼、咖啡、荔枝及芒果等。
水稻為東山區最主要的糧食作物，但近年來栽種面積已有略為減少之趨勢，但產量並無多大變化。2006年栽種面積約1,548公頃，產量約8,308公噸。柑橘則為最主要的非糧食作物，2006年栽種面積約1,410公頃，產量約23,622公噸。咖啡是1990年代才引進該鄉的經濟作物，2008年栽種面積約150公頃，雖然比重不高，但透過產銷班的推動，已逐漸發展成為東山區的特色產業。
工業方面，2005年登記有工廠20家，以食品製造業8家居冠，塑膠製品業4家次之。雇用人數超過百人者，僅有位於東中里的通用手套國際1家（120人），超過50人者，有位於聖賢里的2家電線廠，其餘規模均甚小。區內之服務業均屬地方性產業，以農會、郵政、市場雜貨零售店為主。

## 文化

### 文化資產
- 東山牛肉崎警察官吏派出所
- 東山區農會日式碾米廠

### 宗教與民俗

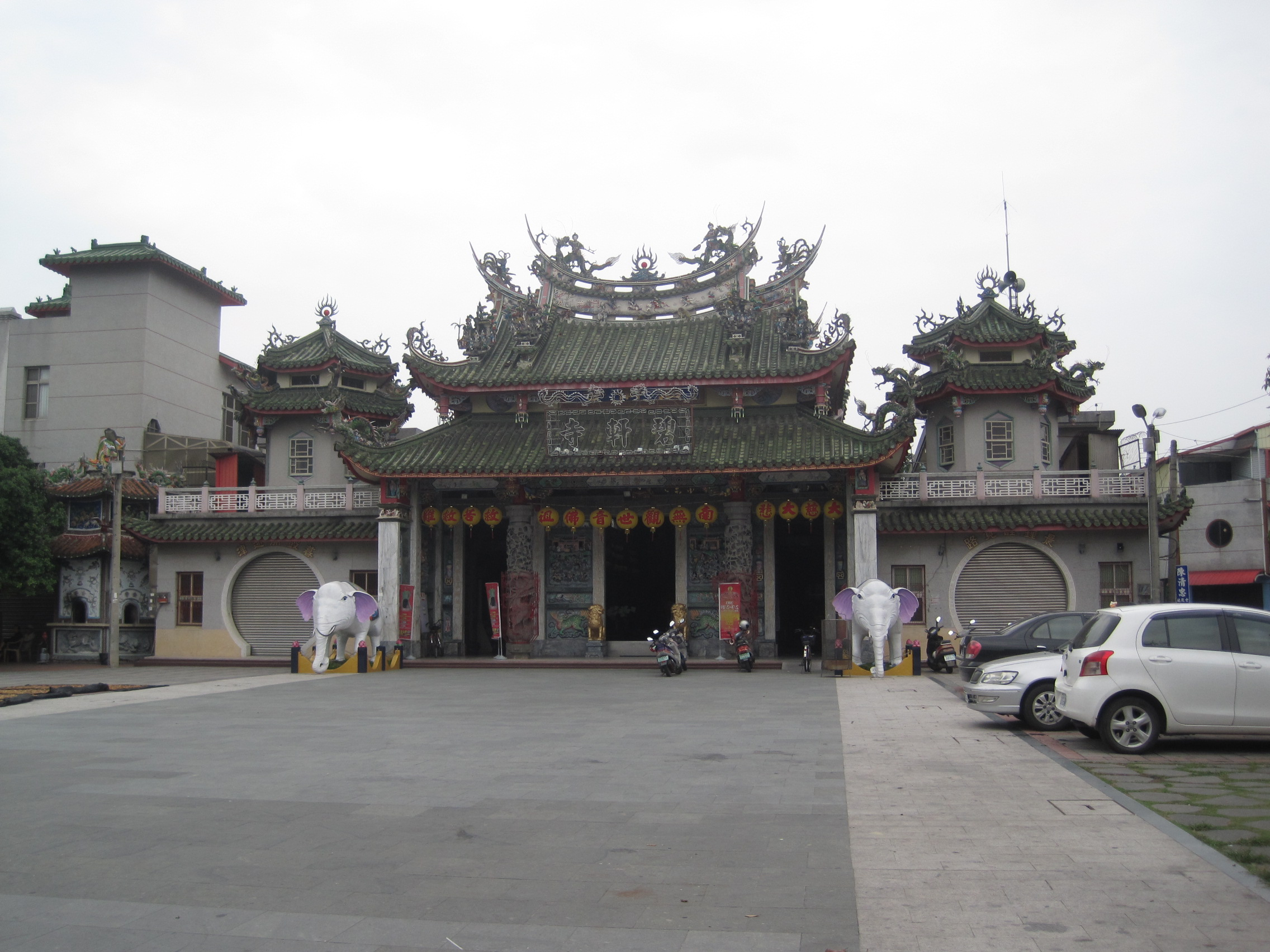
東山碧軒寺

東山碧軒寺位於東山聚落中央偏北處，係於清道光二十四年（1844年）自白河火山碧雲寺迎請觀世音菩薩至此地而設立。每年農曆十二月廿三日，信徒恭送佛祖（指觀世音菩薩）返回火山碧雲寺「祖家」過年。至過年後的正月十日子夜，會舉行隆重的返駕大典，隨後信徒恭迎佛祖徒步下山，經由六重溪、石廟仔、檨仔坑、山仔頂、刺桐崎、竹圍仔至中洲，再過白水溪返回東山，於傍晚時分完成入廟，此即著名的「東山迎佛祖」活動，此活動於2011年9月經文建會核定為國家重要民俗資產。

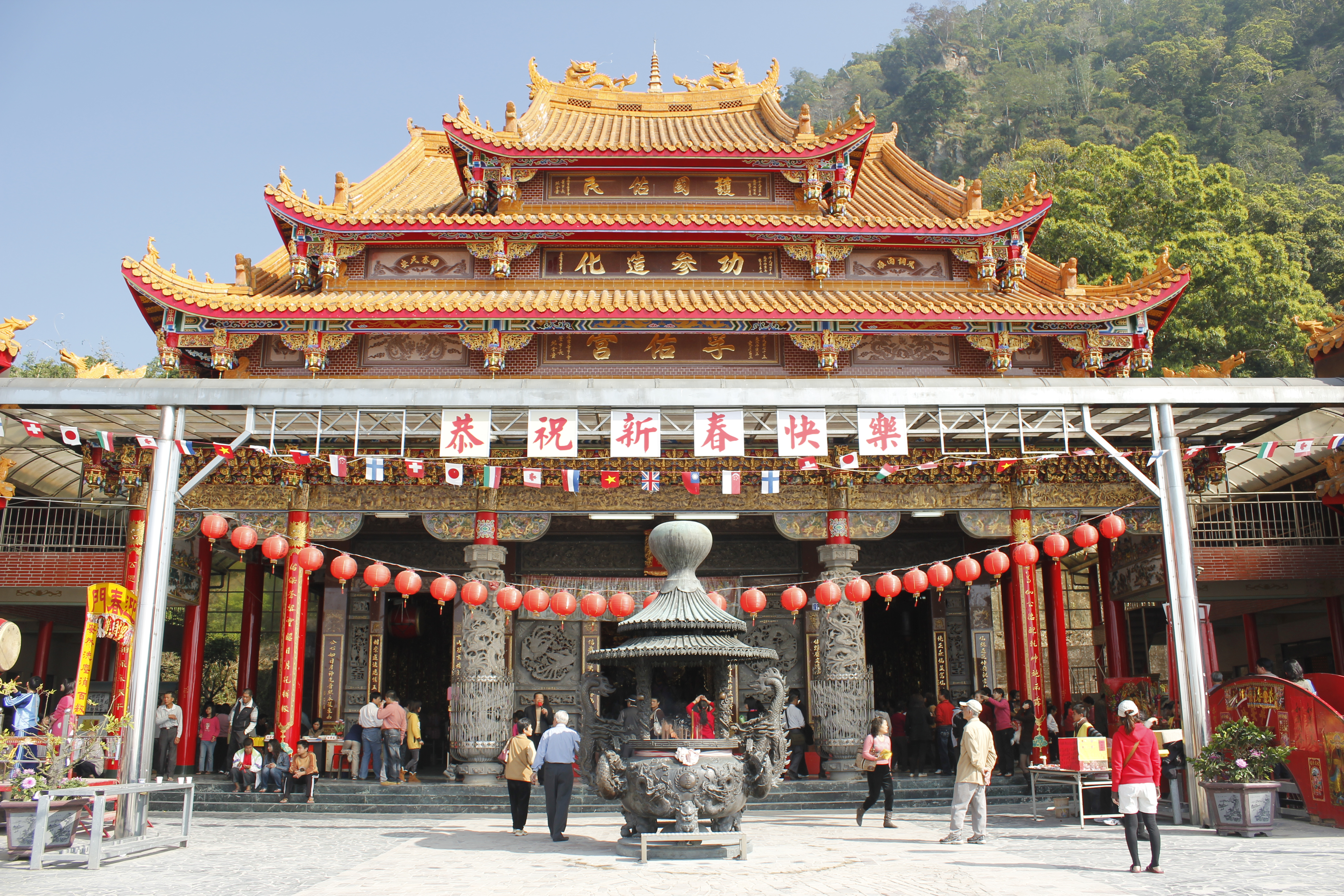
孚佑宮

孚佑宮位於崁頭山西側山腰（東山區南勢里），標高844公尺。俗稱「仙公廟」，又名「青山仙公廟」，為臺灣祀奉呂仙公（即八仙之一的呂洞賓）之名廟，地位崇高。與臺北市木柵指南宮、高雄市鳳山區鎮南宮號稱臺灣三大仙公廟。
「青山」之名係因昔日鄉民至此朝拜需經過青山而得名。位於南勢里崁頭山山麓，設立於民國三十五年（1946年），主祠孚佑帝君呂洞賓。每年農曆4月14日為呂仙祖聖誕，陸續有各地的信眾組團前來進香朝拜。該宮新建宮殿採北式廟構，橫樑拋棄傳統的石雕、木雕或是彩繪，改採磁繪及陶瓷裝飾，左右外牆則是大幅的木雕作品，頗具特色。臨近有十二景，分別是石蟾蜍、石寶風洞、明理龍頭穴、白猴洞、石寶八卦圖、去邪風洞穴、石寶金印、入道十門、坤寶爐、石蟹穴、石寶境台及乾寶塔爐。

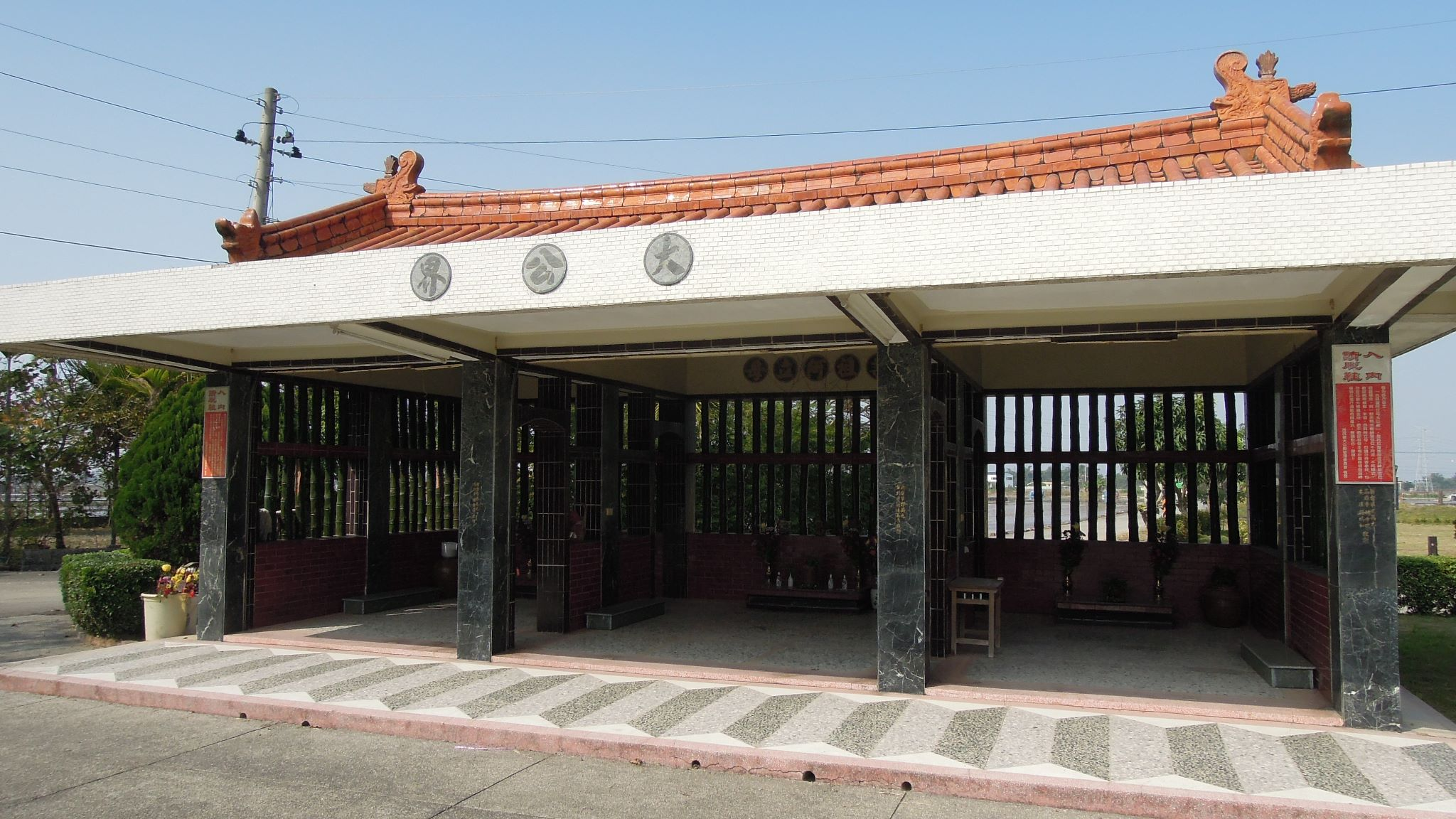
西拉雅族吉貝耍部落的大公廨

吉貝耍嚎海祭是居住於東河里吉貝耍的西拉雅平埔族原住民的一項祭典。每年農曆9月5日下午兩點左右，吉貝耍人陸續擔著飯菜到大公廨西南方農路上，排列在農路兩旁，以最好的祭品來答謝祖靈。在祭典中，祭司引導祭儀，婦女圍繞著祭壇祀壺，吟唱出肅穆悲涼的歌聲，表達對祖靈眷顧的感恩，全程大約1小時。
台灣基督長老教會嘉義中會
- 東山教會
- 東河教會

## 教育

### 國民中學

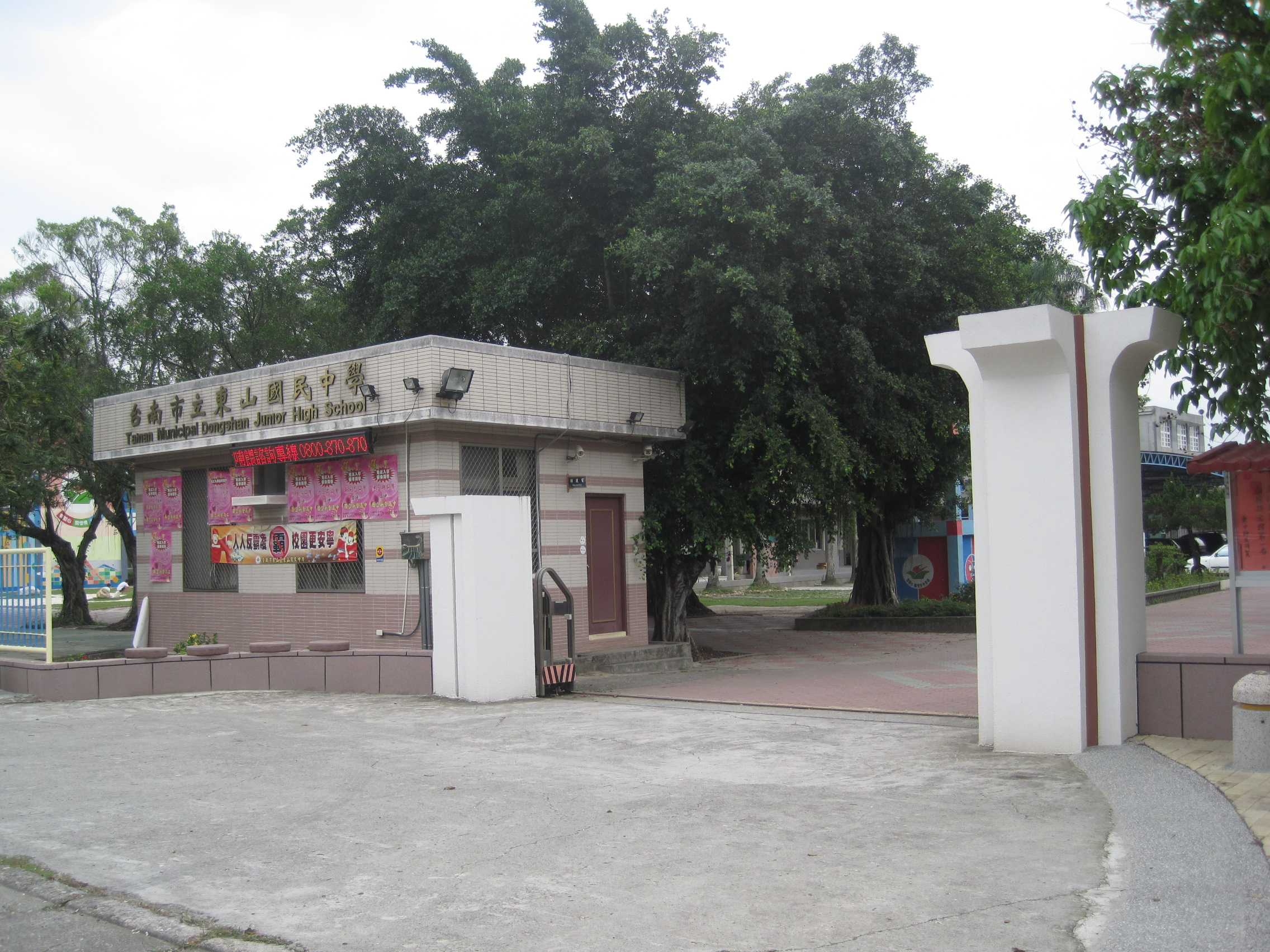
東山國中

- 臺南市立東山國民中學
- 臺南市立東原國民中學

### 國民小學
- 臺南市東山區東山國民小學
- 臺南市東山區吉貝耍國民小學
- 臺南市東山區東原國民小學
- 臺南市東山區青山國民小學
- 臺南市東山區聖賢國民小學【田尾】

## 交通

### 公路
國道3號高速公路大約以東北－西南走向貫穿東山區，在境內僅設有東山服務區，並未設置交流道（有東山便道，於東山服務區內）。北邊最近的交流道就在隔鄰，即白河區河東里的白河交流道；南邊最近的交流道也不遠，即位於柳營區旭山里的柳營交流道。
區內有3條市道，其中市道165號、市道175號為南北向，市道174號為東西向。市道165號南北穿越包括區治所在的東山聚落在內的東山區西部平原精華區，與其東側的國道3號約略平行。經由此道路，往北可前往白河、中庄（嘉義縣水上鄉）、後庄（嘉義縣中埔鄉）等地，其中在白河可轉往白河交流道上國道3號；往南則可前往果毅（柳營區）、六甲區、官田區等地。
市道175號大致沿阿里山山脈大凍山支脈西側山麓而建，北起白河區關子嶺，向南經過東山區北寮、龍湖口、冷水坑，於南勢里橫路與市道174號交叉，繼續延伸而達楠西區接上台3線。市道174號為台南市溪北一條重要的橫貫道路，西起北門區，經學甲區、下營區至東山區。其中東山區路段在東南部嶺南里、南勢里的山區地帶，終點在橫路聚落接上市道175號。

### 鐵路
過去曾有臺糖烏樹林線（新營＝東山）兼營客貨運，但已停駛。

### 客運
- 大台南公車[32]

| 編號       | 路線                                   | 營運單位   | 備註                                                                              |
| ---------- | -------------------------------------- | ---------- | --------------------------------------------------------------------------------- |
| 綠24       | 玉井－楠西－曾文管理局                 | 興南客運   | - 部分班次延駛至觀景樓。 - 07:20玉井站發車班次繞駛南區水資源局。                  |
| 東山咖啡線 | 關子嶺－南寮－橫路休息站               | 新營客運   | - 經由175咖啡公路。 - 台灣好行東山咖啡線。                                        |
| 黃2        | 新營－柳營－林鳳營火車站－六甲－王爺宮 | 新營客運   | - 部分班次延駛至西口小瑞士。                                                      |
| 黃2區間車  | 林鳳營火車站－六甲－王爺宮             | 台一大車隊 | - 部分班次延駛至西口小瑞士。 - 全線使用小黃公車營運。                             |
| 黃7        | 新營－東山－青山                       | 新營客運   | - 部分班次延駛至新營轉運站、仙公廟。                                              |
| 黃7區間車  | 新營－東山                             | 新營客運   | - 05:50新營站發車不經枋子林。 - 部分班次延駛至新營轉運站。 - 部分班次繞駛水雲里。 |
| 黃11       | 白河－東山－青山                       | 新營客運   | - 部分班次繞駛嶺南里。 - 部分班次延駛至白河商工、科尾。                           |
| 黃11-1     | 白河－東山－李子園小舖                 | 新營客運   | - 勵學公車。                                                                      |
| 黃11-2     | 白河－東山－南勢里－橫路休息站         | 新營客運   | - 部分班次繞駛前雙溪（不經大洋）。                                                |
| 黃13       | 白河－關子嶺－南寮                     | 新營客運   | - 部分班次延駛至白河國中、仙公廟。                                                |
| 黃16       | 白河國中－白河－東山－六甲－隆田火車站 | 新營客運   |                                                                                   |
| 黃22       | 新營－土庫－許秀才－東山區衛生所       | 台一大車隊 | - 全線使用小黃公車營運。                                                          |

### 公共自行車
臺南市YouBike 2.0於2023年2月23日正式營運，截至2023年9月15日於東山區內設置3處站點。

## 旅遊

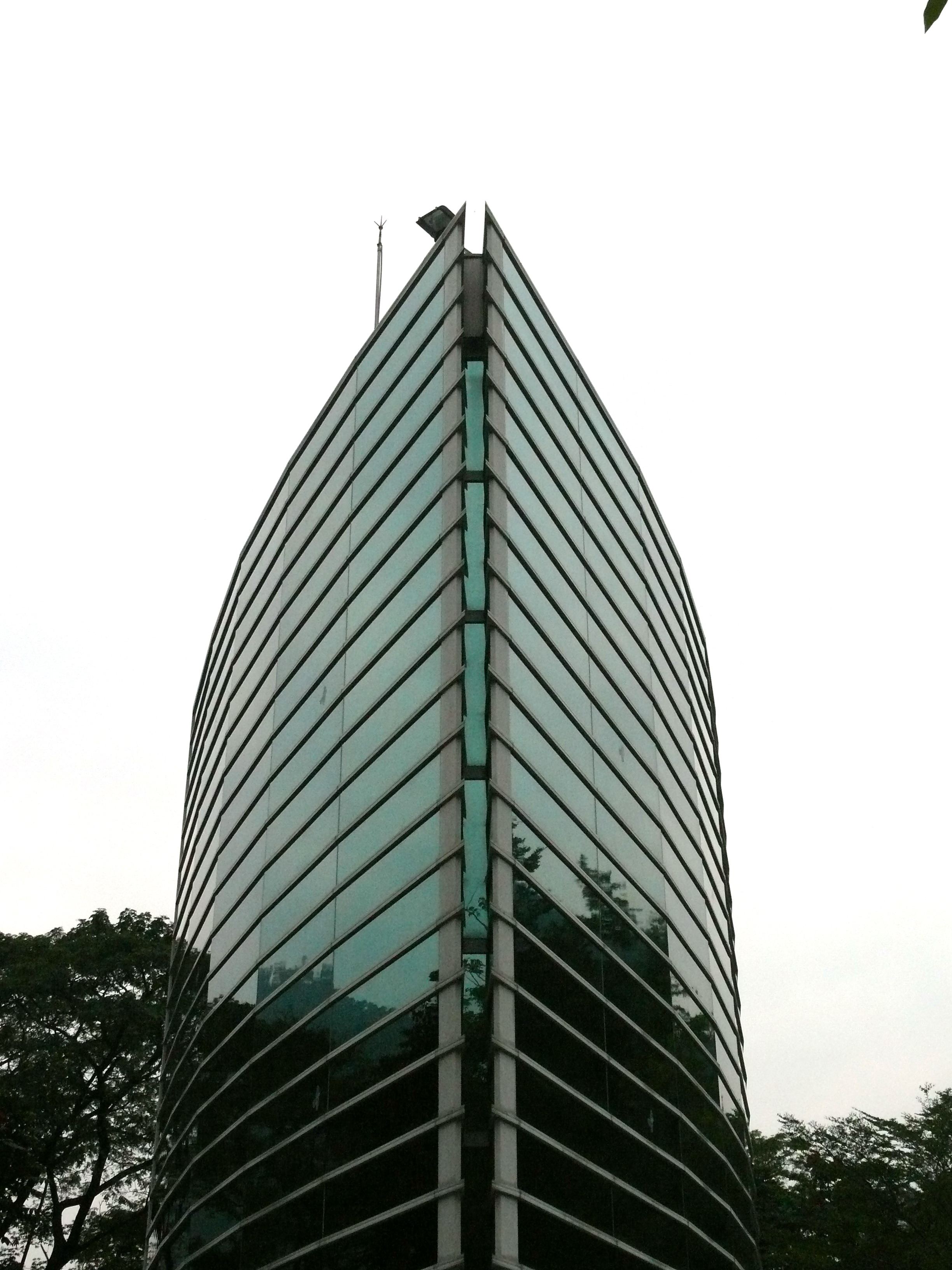
曾文水庫遊客服務中心「曾文之眼」

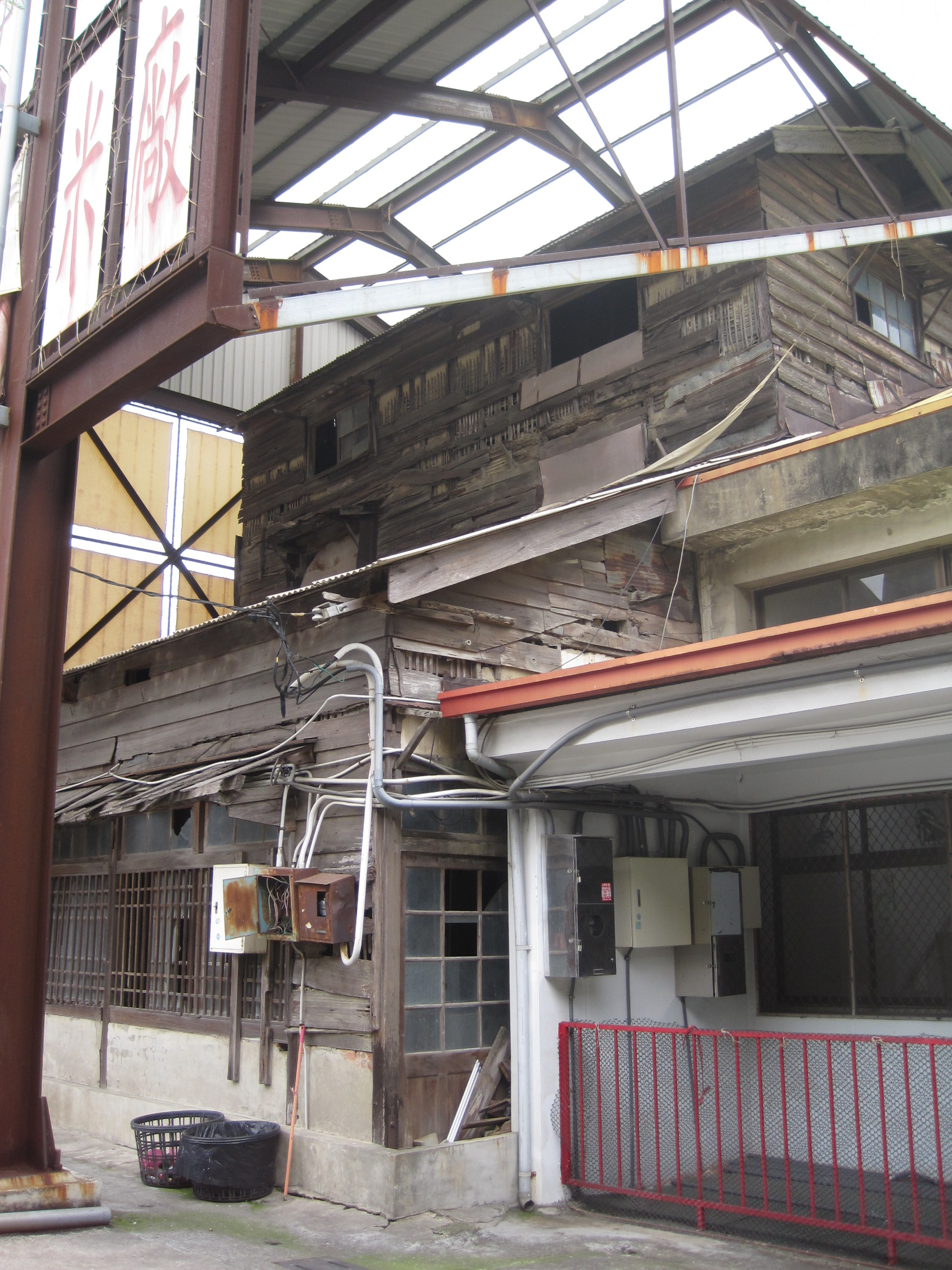
東山區農會日式碾米廠一角

西拉雅國家風景區是包含嘉、南東部丘陵及山岳地帶十五個鄉鎮區的一個大型國家級風景區，共分成關子嶺、烏山頭、虎頭埤、曾文、左鎮等五個遊憩系統。東山區國道3號以東地區即位於該關子嶺遊憩系統範圍內，主要的遊憩景點有永安高爾夫鄉村渡假俱樂部、仙湖休閒農場、西口小瑞士、八田與一紀念園區等。
永安高爾夫鄉村渡假俱樂部位於東原里班芝花坑，是南台灣少見的高爾夫渡假中心，除了27洞球道之外，還附設多樣化休閒娛樂與住宿設施。仙湖休閒農場位於南勢里冷水坑北側，面積約52公頃，視野遼闊，為東山區較著名的休閒農場。 
西口小瑞士位於南勢里羗仔寮的一個河谷地。該河道起自曾文溪水導入珊瑚潭的人工引水道出水口，水流豐沛，兩旁木麻黃成林，其景緻之優美有如瑞士，故稱之為「小瑞士」。河道終端築有一土壩圍成小潭，因地勢落差，建有一地下涵洞將河水引導至土壩下方的柚子坑溪河道，並在涵洞進水口處形成一個「天井漩渦」的特殊景觀。土壩至下方柚子坑溪河道間為一斜坡，中間有一通氣孔。因落差甚大，水柱自孔中噴出常高達數丈，蔚為奇觀。由西口越過烏山嶺可抵曾文水庫管理區附近的東口，為登山界著名的「東西口健行」。
「曾文之眼」是指曾文水庫遊客服務中心的主體建築物，因其狹長雙弧外形有如人眼，故稱之。該服務中心位於南勢里東南部近邊界處，與東山區本部之間隔著烏山嶺，往來極為不便。目前對外交通主要透過曾庫公路與楠西區及曾文水庫所在的嘉義縣大埔鄉連結，在地緣上可視為曾文遊憩系統的一部份。
東山農會咖啡文化館（東山驛站）位於東山聚落的中心地段，原本為日治時期興建的米倉與碾米廠。為推廣東山咖啡產業，遂將閒置的倉庫進行空間改造，規劃成藝文區、咖啡產品研發成果區、咖啡品嚐雅座區及咖啡生態導覽區，是一座頗具有地方產業特色的休閒文化展館。
八田與一紀念園區於2009年12月21日台南縣政府依文資法指定為「歷史建築」，位於臺南市官田區嘉南65、66號，經由政府撥款進行2年整修復原為八田與一紀念園區，已於2011年5月8日落成。

## 特產
東山咖啡是產自東山區的咖啡，起源於日治時代，目前生產面積約150公頃，年產量約20噸，曾多次榮獲美國咖啡品質協會認證。主要產區位於市道175號一帶，該道路因而稱為「東山咖啡公路」或「175咖啡公路」。沿途除咖啡樹海外，亦分布有許多咖啡館，全長約20公里。
台南市生產椪柑，因地理位置及氣候因素所生產椪柑，外皮青綠但果肉酸甜有「青皮椪柑」稱號。青皮椪柑種植面積九百一十公頃，佔全國十六％，產地以東山、白河為主。
此外，東山區尚有龍眼、荔枝、東山鴨頭等特產。

## 外部連結
- 東山區公所 （页面存档备份，存于）